# Чемпіонат Європи з кросу
Чемпіонат Європи з кросу — континентальне щорічне змагання серед європейських легкоатлетів з бігу пересіченою місцевістю, що проводиться Європейською легкоатлетичною асоціацією. Традиційно проходить наприкінці календарного року. Вперше відбувся в 1994.

## Історія
Чемпіонат Європи з кросу був започаткований у 1994 як змагання дорослих легкоатлетів з бігу пересіченою місцевістю. Починаючи з 1997 до програми змагань були додані забіги юніорів (зараз — атлетів у віці до 20 років). У 2006 були вперше визначені переможці серед молоді (атлетів у віці до 23 років). Починаючи з 2017 до програмі змагань включається змішана кросова естафета, що складається з чотирьох етапів, з яких два біжуть чоловіки, а інші два — жінки.

## Формат
У змаганнях беруть участь легкоатлети, які представляють національні федерації, що входять до Європейської легкоатлетичної асоціації.
Програма чемпіонату включає 6 забігів, по одному для спортсменів однієї статі кожної вікової категорії (дорослі, молодь та юніори), та змішану естафету. Від однієї країни в кожному забігу можуть вийти на старт до 6 спортсменів. Крім розіграшу індивідуальних нагород, розігрується командна першість для чоловіків та жінок в межах кожної вікової категорії. Загалом, на континентальній першості з кросу вручається 13 комплектів нагород.
Місце кожної країни у командному заліку визначається сумою місць, які посіли перші три спортсмени цієї країни. У разі рівності сум місць у двох або більше команд, у загальному заліку вище розташовується та команда, атлет якої посів перше або найближче до першого місце у особистому заліку. Всі атлети країни, яка посіла 1-3 місця в межах командної першості, за умови фінішування на дистанції отримують «командні» медалі.
Зазвичай траси змагань прокладаються як кругові у парках, приміських рекреаційних зонах тощо. Довжина кола зазвичай становить 1-1,5 км. Дистанції є різними для кожної вікової категорії та їх довжина залежить від рельєфу місцевості, де розташовані траси. Загальноприйнятою є орієнтовна довжина дистанції 10 км для дорослих чоловіків, 8 км — для дорослих жінок та молодих чоловіків, 6 км — для юніорів та молодих жінок, 4 км — для юніорок.

## Чемпіонати

Зеленим кольором виділені країни, міста яких виступали принаймні один раз господарем першості Європи з кросу

| Рік  | Місто-господар         | Дата       |
| ---- | ---------------------- | ---------- |
| 1994 | Алнік                  | 10 грудня  |
| 1995 | Алнік                  | 2 грудня   |
| 1999 | Шарлеруа               | 15 грудня  |
| 1997 | Оейраш                 | 14 грудня  |
| 1998 | Феррара                | 13 грудня  |
| 1999 | Веленє                 | 12 грудня  |
| 2000 | Мальме                 | 10 грудня  |
| 2001 | Тун                    | 9 грудня   |
| 2002 | Медулин                | 8 грудня   |
| 2003 | Единбург               | 14 грудня  |
| 2004 | Герінгсдорф            | 12 грудня  |
| 2005 | Тілбург                | 11 грудня  |
| 2006 | Сан-Джорджо-су-Леньяно | 10 грудня  |
| 2007 | Торо                   | 9 грудня   |
| 2008 | Брюссель               | 14 грудня  |
| 2009 | Дублін                 | 13 грудня  |
| 2010 | Албуфейра              | 12 грудня  |
| 2011 | Веленє                 | 11 грудня  |
| 2012 | Сентендре              | 9 грудня   |
| 2013 | Белград                | 8 грудня   |
| 2014 | Самоков                | 14 грудня  |
| 2015 | Єр                     | 13 грудня  |
| 2016 | Кіа                    | 11 грудня  |
| 2017 | Шаморін                | 10 грудня  |
| 2018 | Тілбург                | 9 грудня   |
| 2019 | Лісабон                | 8 грудня   |
| 2020 | скасований             | скасований |
| 2021 | Дублін                 | 12 грудня  |
| 2022 | Турин                  | 12 грудня  |
| 2023 | Брюссель               |            |
| 2024 | Анталія                | 8 грудня   |
| 2025 | Лагоа                  | [ 4 ]      |